# オバマドン
オバマドン（Obamadon gracilis）は、白亜紀後期に生息したトカゲの一種。アメリカ合衆国北西部で発見された。属名はアメリカ合衆国大統領のバラク・オバマに由来する。

## 概要
記載論文によると、この名は、本種の持つ長く真っ直ぐな歯を、"世界的に口腔衛生の良いモデルとなっているオバマ氏"の歯に見立てたものである。論文を執筆したイェール大学の Nicholas R. Longrich によると、本種は "体長はおそらく1フィート程度で、細長い歯を使って昆虫や植物を食べていた" ようである。
本種が生息していたのは白亜紀後期、K-T境界の直前であり、恐竜などの他の爬虫類と共に絶滅した。

## 命名
本種は"Obama"と命名された初めての生物ではない。ダイダイゴケ属 Caloplaca の一種がCaloplaca obamae と命名されているほか、ペルカ科にも Etheostoma obama という種が存在する。この命名について、LongrichはPoliticoに「別に政治的な意味合いはない。分類学上の命名を楽しんだだけだ」と語っている。だが、もし2012年アメリカ合衆国大統領選挙が別の結果となっていれば、「絶滅種にその名を付けるのが、落選者に対する嘲りに見えたかもしれない」ため、この名は使わなかったと述べている。
ホロタイプは2012年の論文で示されたが、本文で明示的に標本を指定してはいなかった。このため、正式に本種が Obamadon と命名されたのは2013年のことである。

## 形態
長さ1 cm以下の下顎の断片2個のみが知られている。1つはモンタナ州のヘルクリーク累層で発見されカリフォルニア大学古生物博物館に所蔵されていたもので、もう一つはワイオミング州のランス累層から発見されたものである。左右の下顎骨の継ぎ目 (dentary symphysis) がV字型であること、歯骨の溝と板状骨の稜が噛み合うようになっていること、歯が歯骨の内側から生える (subpleurodont) ことに基づき、Polyglyphanodontia （ボレオテユー類、日本からはクワジマーラが知られる）に属すると判断された。顎は細く真っ直ぐで、他のpolyglyphanodontiaが持つような曲がった顎とは異なっている。歯は根元の膨らまない真っ直ぐなもので、中央に高い歯尖があり、横の2つの歯尖との間は深い舌形の溝 (lingual groove) で隔てられている。全長は約30cmで、おそらく昆虫を餌としていたと考えられる。
本種はPolyglyphanodontiaの中でも祖先的な系統に属する。1974年の発見当初、顎の化石は、より派生的な系統に属する Leptochamops のものだと考えられていた。